# Fensdorf
Fensdorf település Németországban, Rajna-vidék-Pfalz tartományban. Lakosainak száma 381 fő (2023. december 31.).

## Népesség
A település népességének változása:
| Lakosok száma | 379  | 386  | 380  | 374  | 375  | 381  |
|               | 1975 | 2017 | 2019 | 2021 | 2022 | 2023 |